# Marius François Valkhoff
Marius François Valkhoff (* 7. Januar 1905 in Zwolle; † 20. September 1980 in Paris) war ein niederländischer Romanist und Kreolist, der längere Zeit in Südafrika wirkte.

## Leben und Werk
Valkhoff studierte in Amsterdam, Florenz und Cluj-Napoca. An der Universität Amsterdam wurde er 1931 bei Jean-Jacques Salverda de Grave promoviert mit der Arbeit Études sur les mots français d'origine néerlandaise (Amersfoort 1931). Im selben Jahr wurde er Lehrstuhlvertreter für Französisch an der Universität Stellenbosch. Er lehrte ab 1933 als außerordentlicher und ab 1938 als ordentlicher Professor für Romanische Philologie, ab 1947 als Professor für Französisch an der Universität Amsterdam. 1951 ging er an die Witwatersrand-Universität in Johannesburg. 1975 wurde er emeritiert und nahm Wohnsitz in Südfrankreich.
In der Kreolistik suchte er die Thesen von Dirk Christiaan Hesseling zur Entstehung des Afrikaans mit neuen Argumenten und der Betonung der Rolle des Portugiesischen zu retten.
Marius Valkhoff war der Sohn von Pieter Valkhoff und der Enkel von Johan Nicolaas Valkhoff.

## Weitere Werke
- Philologie et littérature wallonnes. Vade-mecum, Groningen 1938
- De expansie van het Nederlands, Brüssel 1943 (http://www.dbnl.org/tekst/valk013expa01_01/valk013expa01_01.pdf) (französisch:  L'expansion du néerlandais, Brüssel 1944)
- (mit anderen) Castellioniana. Quatre études sur Sébastien Castellion et l'idée de la tolérance, Leiden 1951
- Studies in Portuguese and Creole with special reference to South Africa, Johannesburg 1966
- (Hrsg.) Sébastien Castellion, Conseil à la France désolée, auquel est monstré la cause de la guerre présente et le remède qui y pourroit estre mis... L'an 1562, Genf 1967
- (Hrsg. mit Joseph Lecler) Les Premiers défenseurs de la liberté religieuse, Paris 1969
- New light on Afrikaans and «Malayo-Portuguese», Löwen 1972
- (Hrsg.) Miscelânea luso-africana, Lissabon 1975
- (Hrsg. mit Joseph Lecler) Thierry Coornhert (Dirck Volkertszoon Coornhert). À l'aurore des libertés modernes. Synode sur la liberté de conscience  1582, Paris 1979